# Shamaï Haber

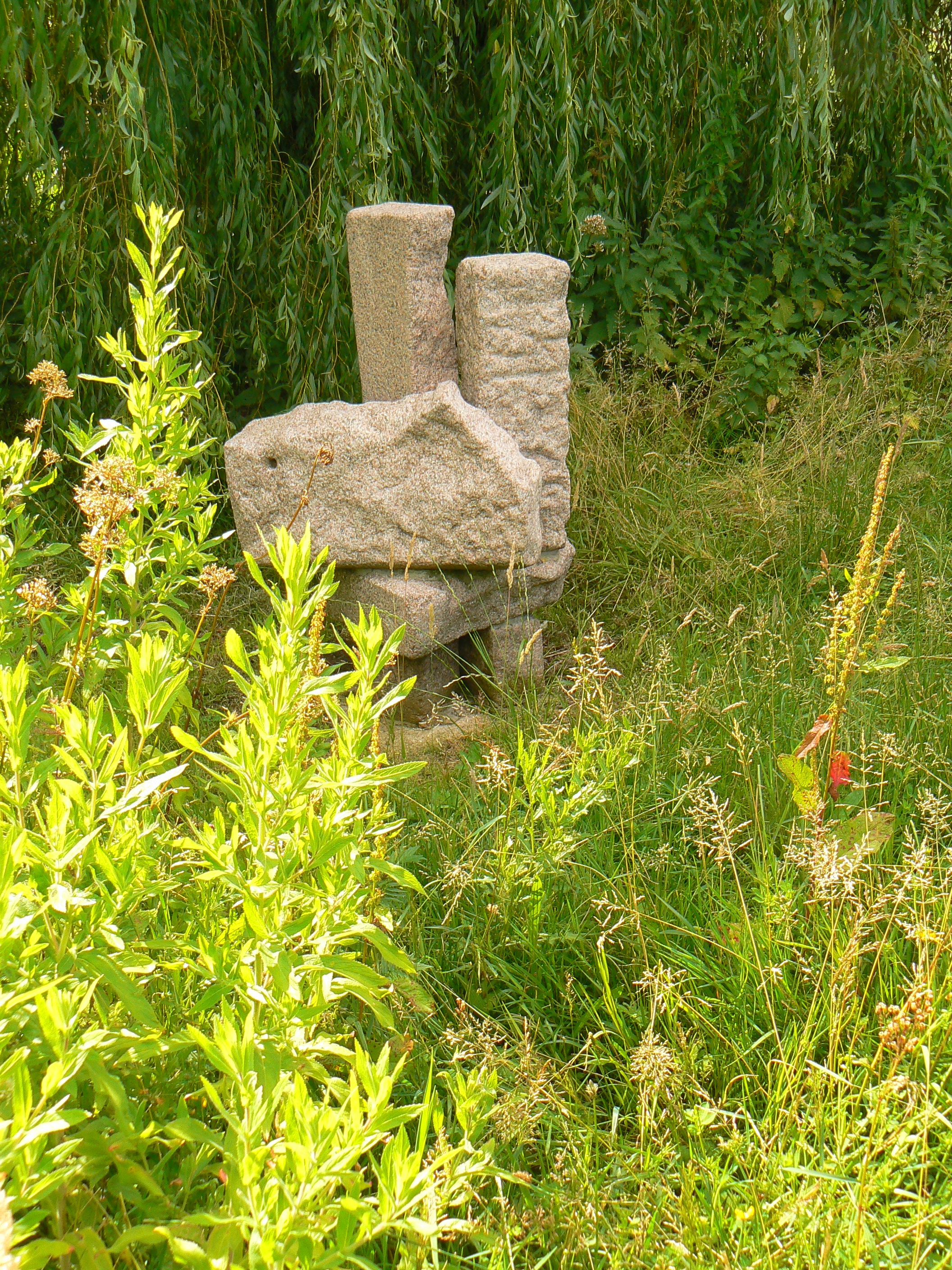
Compositie voor een tuin (1959)

Shamaï Haber (Łódź, 15 februari 1922 – Parijs, 24 augustus 1995) was een Frans-Israëlische beeldhouwer.

## Leven en werk
Haber werd geboren in de Poolse stad Łódź. Met zijn Joodse familie emigreerde hij in 1935 via Luxemburg naar het Brits mandaatgebied Palestina. Hij kreeg zijn opleiding aan de kunstacademie van Tel Aviv en verhuisde in 1949 naar Frankrijk, waar hij zich vestigde in de Parijse wijk Montparnasse.
Hij maakte vanaf 1954 sculpturen van grote blokken steen, die hij ten opzichte van elkaar rangschikte. Het oppervlak van de stenen, graniet of marmer, liet hij grotendeels ruw en polijstte hij slechts gedeeltelijk. Haber won in 1959 met zijn werk de Prix Bourdelle.
In 1959 bezocht Bram Hammacher namens het Kröller-Müller Museum zijn atelier en zocht twee beelden uit voor het in 1961 te openen beeldenpark: Composition sur un plateau en Construction en équilibre. In 1960 werd Haber door Willem Sandberg uitgenodigd voor deelname aan een expositie in het Stedelijk Museum in Amsterdam en Haber bezocht het park in Otterlo om de plaatsing der beide werken te bespreken.
Haber nam in 1961 samen met Itzhak Danziger namens Israël deel aan de expositie Jeune sculpture in het Musée Rodin in Parijs. Hij was na 1960 vooral werkzaam in Frankrijk en keerde niet terug naar Israël. De kunstenaar overleed in 1995 aan een hartaanval in zijn Parijse atelier.

## Werken (selectie)
- Composition sur un plateau (1956), Beeldenpark van het Kröller-Müller Museum (KMM) in Otterlo
- Construction en équilibre (1957/59), KMM (ontmanteld)
- Compositie voor een tuin (1959), behoort tot de collectie Stedelijk Museum, staat in het Siegerpark in Amsterdam
- Cascade Vondelpark of Écriture sur l'eau (1965), Vondelpark in Amsterdam
- Idee (1967), Park Vlaskap in Mariahoeve, Den Haag[2]
- Homme écrasé par la ville (1973), rue du Cherche-Midi/Boulevard Raspail in Parijs
- Fontaine Littré (1983), rue Littré in Parijs (niet meer aanwezig)
- Fontaine "Le Creuset du Temps"(1988), Place de Catalogne in Parijs